# Place fortifiée de Lille
La place fortifiée de Lille comprend les ouvrages suivants :

## Liste
- le fort de Mons-en-Barœul ;
- le fort de Seclin ;
- le fort de Bondues ;
- le fort d'Englos ;
- le fort de Sainghin ;
- le Fort du Vert-Galant ;
- l'ouvrage de Lompret ;
- le fort de Premesques ;
- l'ouvrage de Vendeville ;
- l'ouvrage d'Enchemont.
- Ceinture des ouvrages détachés du
  - premier système Séré de Rivières (1874-1884) et fortins, petits ouvrages (PO)
  - ouvrages d'intervalle de la deuxième tranche des travaux de Séré de Rivières, post-Séré de Rivières & coll. (1885-1895)
  - troisième série (redoutes, abris, batteries et aménagements, renforcements, modernisations en béton Système Séré de Rivières (1895-1910)[1]
- Ouvrage de Wambrechies (ouvrage d'intervalle deuxième époque)[2]
- Grand fort de Bondues dit fort Lobau (première tranche Séré) : Musée militaire, de la Résistance (réseaux W.O. & SOE) - monument souvenir dans la cour des fusillés du fort
- Fort du Triez (projets de la Commission de 1872 : non construit)
- Ouvrage de l'Entrepôt (deuxième tranche)
- Fort de la Lionderie (non construit)
- Ouvrage du Haut-Vinage (deuxième tranche)
- Fortins, des batteries du Sart et de l'Épinoy (+ quatre petites batteries en redoutes de terre : « Les Prés », « la Tribonnerie », « le Recueil » et « Flers-Breucq » - batteries sises aux glacis, en éventail du grand fort de Mons)
- Ouvrage de Babylone (deuxième tranche) - batteries et fortins devant le fort Mac-Donald de Mons
- Grand Fort de Mons-en-Barœul - dit « Mac-Donald » (première tranche Séré)
- Ouvrage du lieu-dit près des Marchenelles - (butte de La Cousinerie) ; deuxième tranche
- Ouvrage de la Croix de Vallers (au Grand Ruage) ; deuxième et troisième tranches, modernisé sous béton
- Ouvrage de la Jonchère ; (deuxième tranche)
- Batteries du Camp des Français (1792) : au Mont de Lezennes (renforcées sous première tranche Séré)
- Grand Fort de Sainghin (première tranche Séré) dit aussi « fort devant Bouvines »
- Ouvrage d'Enchemont (deuxième tranche)
- Fort d'Ennetières (non construit) + projets de 1872 : fort de Fâches et batterie de Thumesnil(non construits) - pour cette zone sud de la ville
- Ouvrage de Vendeville (PO, fortins en batterie intermédiaire - deuxième tranche)
- Grand fort de Seclin - dit fort Duhoux - (première tranche) : Musée militaire 1914-1918.
- Ouvrage de Noyelles (lisière CD 52, commune de Wattignies) ; deuxième tranche
- Ouvrage de Houplin (commune d'Houplin - Ancoisne) ; deuxième tranche idem
- Ouvrage du Moulin Neuf (lieu-dit de « La Colle », devant Hallennes-lez-Haubourdin, RN 41) - Ibid.
- Grand Fort d'Englos à Ennetières-en-Weppes (première tranche Séré)/ en cours de restauration.
- Ouvrage de Sénarmont à Prémesques (batterie fortifiée, ouvrage d'intervalle) ; deuxième tranche
- Anciens fortins des batteries de Sequedin, dites du "Fort Mahon" et redoute no 37 * Fort de Prémesques : c'est l'ouvrage d'intervalle de Sénarmont
- Ouvrage de Lompret (base modernisée - béton 1900-1910 ; à coupoles d'observation)
- Grand Fort du Vert Galant (du lieu-dit du Vert-Galand, hameau ouest de Wambrechies) ou Fort Carnot. Lieu de mémoire aux Résistants fusillés. Domaine militaire. Première tranche Séré.
- P.O. intermédiaire, du "Fort Debout" de Nomain (devant Orchies) ; situé au hameau dit "Le Quimberge".
- Fort de Maulde
- Fort de Flines
- Fort de Curgies (fort Rochambeau)